# Université ouverte d'Israël
 (janvier 2013).
Si vous disposez d'ouvrages ou d'articles de référence ou si vous connaissez des sites web de qualité traitant du thème abordé ici, merci de compléter l'article en donnant les références utiles à sa vérifiabilité et en les liant à la section « Notes et références ».
L'université ouverte d'Israël (OUI) (en hébreu : האוניברסיטה הפתוחה, HaUniversita HaPtukha ; arabe الجامعة المفتوحة, al-Ǧāmiʿa al-maftūḥa) est une université ouverte et de formation à distance en Israël, fondée en 1971-74 à Ramat Aviv. Son centre administratif est déménagé dans la ville de Raanana et elle possède 60 autres antennes à travers le pays. Chaque année, l'université ouverte inscrit plus de 47 000 étudiants,.
L'université a plus d'étudiants que toutes les autres institutions académiques en Israël, venant de partout dans le monde[réf. souhaitée]. Elle est habilitée à délivrer des diplômes de premier cycle et de second cycle ainsi que divers diplômes et certificats.
Elle propose majoritairement des cours à distance dispensés par plusieurs centaines d'enseignants. L'OUI est classée à la première place parmi les universités dans l'enquête annuelle sur la qualité de l'enseignement menée par l'Association nationale des étudiants.

## Historique
- 1971, l'université ouverte d'Israël est fondée sur le modèle des universités ouvertes du Royaume-Uni. Son nom était initialement Everyman’s University[5].
- 1976, commencement du premier semestre d'études.
- 1980, l'université ouverte a été officiellement reconnue comme un institut d'enseignement supérieur en Israël et a été accréditée pour l’enseignement de premier cycle et du baccalauréat.
- 1982, 41 diplômés ont obtenu le diplôme du baccalauréat lors de la première cérémonie de remise de diplômes de l'université.
- 1987, l'université avait 11 000 étudiants et 180 cours. Ce chiffre a augmenté rapidement et, en 1993, il y avait 20 000 étudiants, 300 cours et 405 nouveaux diplômés.
- 1996, l'université s'est lancée dans l’enseignement supérieur en offrant des cours du programme menant à l'obtention d'une maîtrise. En 2002, l'université est passée à 36 710 étudiants inscrits et, en 2003, plus de 13 000 personnes ont obtenu de l'université un diplôme universitaire.
- 2010, l'université ouverte a commencé à offrir des cours en ligne dispensés en russe. Les élèves peuvent s'inscrire dans le monde entier pour 24 cours, la plupart d'entre eux sont des israéliens ou des juifs de la diaspora. Selon le programme en ligne, les examens peuvent avoir lieu dans les consulats israéliens et les bureaux de l'Agence juive à travers le monde[6].
- 2021 : L'université ouverte lance Lamda for Academia, une initiative offrant des centaines de manuels OUI numérisés en ligne à environ 250 000 étudiants israéliens et aux membres du corps professoral et du personnel d'autres établissements universitaires[7].

## Pédagogie
L'établissement repose sur deux piliers : l'éducation attentive et personnelle de ses étudiants et la promotion de projets de recherche. 
L'université ouverte dispose de huit départements de domaines : sciences naturelles, sciences de la vie (d'Avinoam Adam) ; mathématiques, informatique ; littérature, langue, art ; histoire, philosophie, Judaica ; langue anglaise ; éducation, psychologie ; sociologie, sciences politiques, communications ; gestion, économie. 
Le système d'enseignement représente un mélange de méthodes européennes et américaines dispensées par plusieurs centaines d'enseignants.
Les quelques 600 cours proposés par l'OUI sont en hébreu, avec des cours également disponibles en russe et en arabe.
L'étudiant peut ajuster son programme d'études : choisir un ou plusieurs cours à étudier au cours du semestre (il en existe trois sur l'année), étudier dans une direction étroite ou dans un format interdisciplinaire.
Chaque cours interactif dispose d'un site Web réunissant les professeurs et les étudiants, où se trouve un large éventail de tutoriels, des mises à jour régulières, des forums de discussion sur des questions clés, des sessions en ligne et leurs enregistrements, ainsi que des exercices et des examens pour l'auto-évaluation, des aides et solutions aux tâches à effectuer.
L'aspect le plus important des études à l'université ouverte est l'étude personnelle. Chacun des cours de l'université présente un livre spécialement préparé avec du matériel de cours et des exercices à partir desquels les étudiants étudient eux-mêmes. Les livres de l'université ouverte et ses supports pédagogiques sont devenus très populaires dans beaucoup d'autres universités israéliennes.
Pour compléter son auto-évaluation, il existe des réunions de groupes occasionnelles où les élèves peuvent poser des questions au professeur et parler à d'autres élèves qui suivent le même cours. Ces réunions ont lieu partout en Israël et il est facultatif d'y assister. Les étudiants peuvent aussi utiliser le site internet de l'université pour communiquer avec les enseignants ou avec d'autres étudiants. Certains cours disposent également de supports vidéo, de CD multimédias et autres matériels audio-visuels. Récemment, la technologie de vidéoconférence a également permis l'affichage d'une conférence en temps réel sans que les étudiants n'aient besoin de venir sur le campus. 

## Études de premier cycle

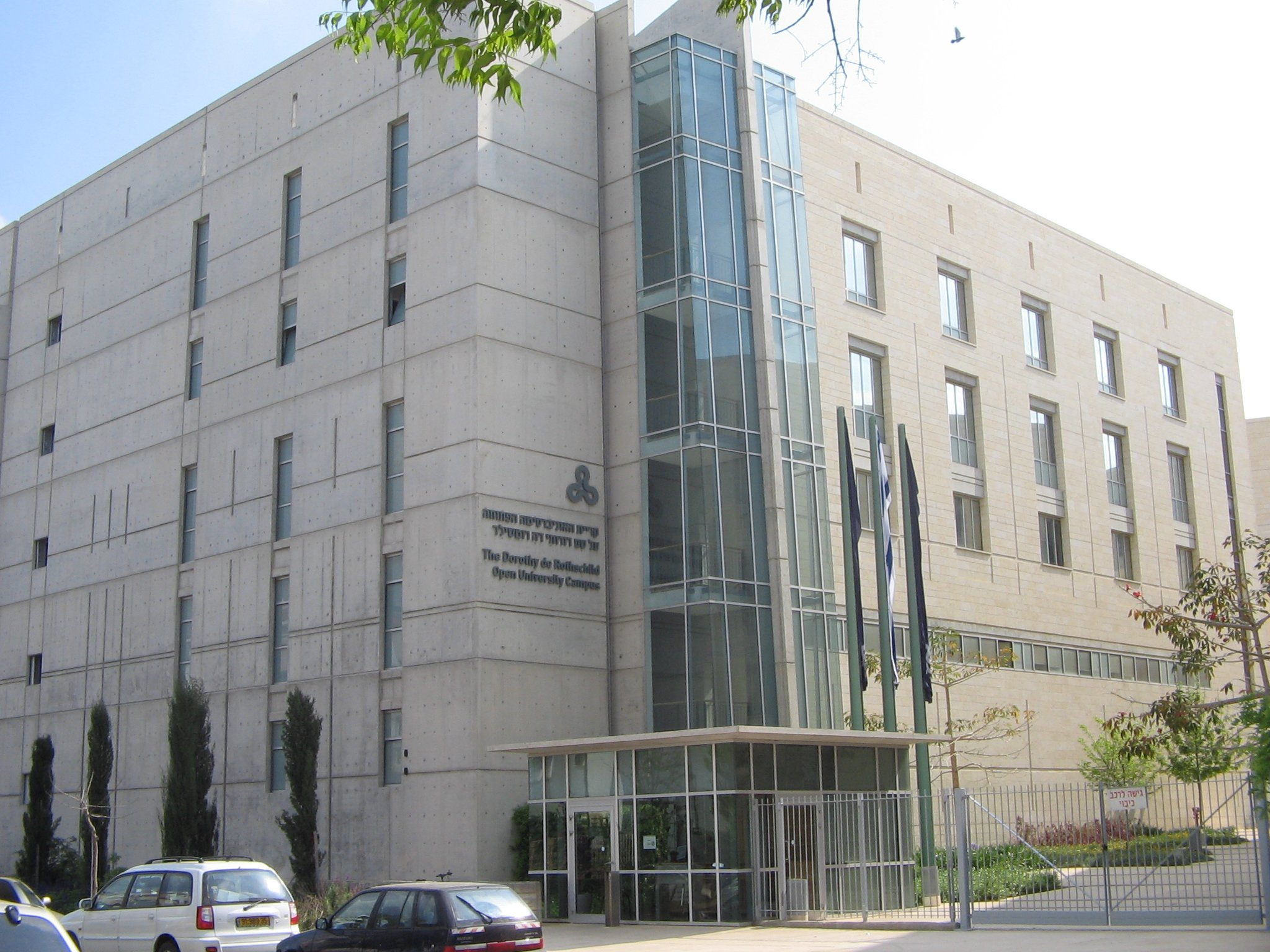
Bâtiment Dorothy de Rothschild.

L'université est ouverte à tous ceux qui souhaitent étudier en vue d'un bachelor, sans préalable ni présélection. Lors de l'inscription à l'université, l'étudiant n'a pas besoin de décider l'objectif principal de son diplôme, ni de déterminer à l'avance le rythme de ces études.
L'université ouverte fonctionne principalement à distance. Elle ne possède pas de campus central unique et d'horaires rigides, ce qui la rend particulièrement bien adaptée à ceux qui sont occupés par une activité professionnelle, le service militaire, leur famille ou sont dans l'impossibilité de se déplacer. L'OUI est le seul établissement d'enseignement supérieur dans lequel les soldats en service actif à Tsahal sont autorisés à étudier pendant leur service. Le corps étudiant est ainsi composé d'un échantillon représentatif de la société israélienne : actifs à temps plein, soutiens de familles, lycéens doués, nouveaux immigrants, professionnels à la recherche d'un diplôme d'études supérieures, femmes et hommes ultra-orthodoxes, Arabes israéliens, étudiants handicapés et de résidents de tout le pays, y compris la périphérie géographique et socio-économique d'Israël,.
Pour chaque cours, les étudiants doivent remplir plusieurs missions et passer un examen final. Pour obtenir un diplôme, les étudiants doivent participer à un ou plusieurs cours et stages en fonction du programme d'études. L'examen des documents du stages est effectué par les membres du corps enseignant des autres universités israéliennes.

## Études supérieures
L'université ouverte a également des programmes de licence et de maîtrise dans quelques-uns des domaines qu'elle enseigne mais ils ne sont pas ouverts à tout le monde et ont des critères d'acceptation. À l'heure actuelle, l'université n'offre pas de programmes d'étude pour doctorat.

## Affiliation avec d'autres universités
L'université ouverte, en collaboration avec les autres universités israéliennes, a conclu des ententes qui permettent aux étudiants de commencer leurs études de premier cycle dans le cadre souple de cette université et après avoir pris un ensemble de cours, de décider s'ils souhaitent y terminer leurs études d'un transfert vers un autre établissement. Les cours suivis à l'Université ouverte permettent de réduire la durée des études dans l'autre institution académique.
Depuis 2007, les options de transfert sont disponibles à :
- L'université de Tel Aviv : Faculté des lettres, Faculté des sciences sociales (School of Economics), Faculté de génie
- L'université hébraïque de Jérusalem : Faculté des sciences sociales (Département d'économie, Département de sociologie et d'anthropologie) ; Faculté des sciences agricoles de qualité, les aliments et l'environnement à Rehovot, Computer Science Department.
- L'université de Haïfa : Faculté des lettres, Faculté des sciences sociales (Department of Economics)
- L'université Ben Gourion du Néguev : La Faculté des sciences de l'ingénieur (informatique); La Faculté des sciences humaines et sociales (ministère de l'économie, Département des sciences du comportement).
- L'université Bar-Ilan : Faculté des sciences sociales (Department of Economics)
- Le Technion : 14 facultés

L'université ouverte d'Israël coopère également avec des institutions internationales. Les membres du corps professoral sont en contact avec leurs pairs au-delà d'Israël, et l'OUI accueille régulièrement des délégations d'universités et d'autres organisations étrangères. Ces initiatives servent à relier l'OUI à des projets universitaires dans le monde entier, bénéficiant à la fois au corps professoral et aux étudiants. 